# Misure di potenza nei sistemi trifase
In un sistema trifase, esistono più metodi per la misura della potenza elettrica, sia essa attiva o reattiva. Per eseguirle si possono utilizzare appositi wattmetri trifase, oppure utilizzare dei wattmetri monofase con delle apposite inserzioni.

## Misure con wattmetri monofase
A seconda dei dati e della potenza da misurare (attiva o reattiva) sono utilizzabili varie inserzioni; in certi casi potrebbe rendersi necessario eseguire alcuni calcoli con i valori letti sui wattmetri.

### Inserzione aciclica

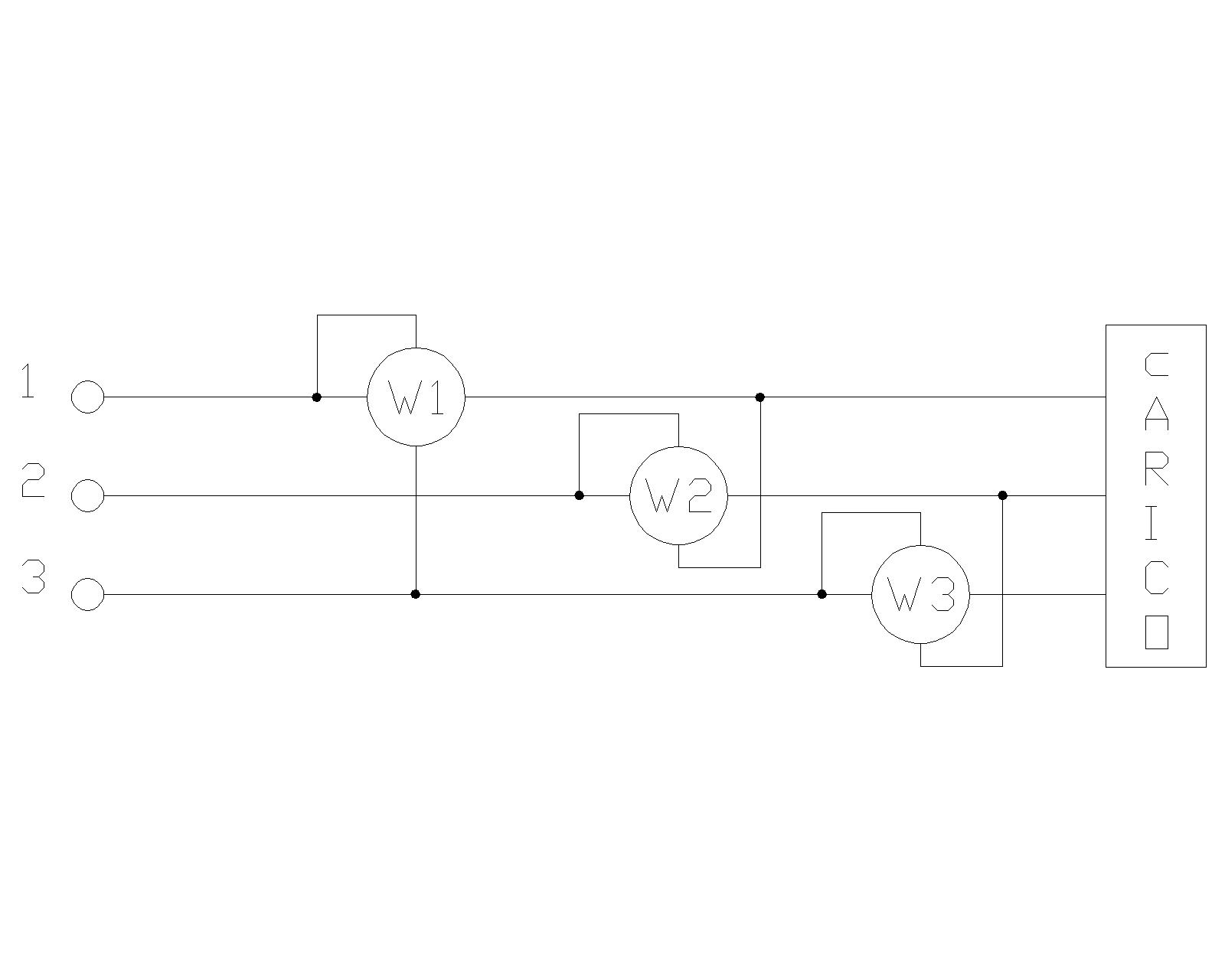
Wattmetri in inserzione aciclica

L'inserzione aciclica prevede l'uso di tre wattmetri, uno per linea, dove l'uscita della bobina amperometrica è sulla stessa linea della sua entrata, l'entrata della bobina voltmetrica è posta all'ingresso o all'uscita della bobina amperometrica, e l'uscita della bobina voltmetrica è posta sulla fase precedente secondo il senso ciclico. Il senso ciclico delle tre fasi, per convenzione, è nell'ordine 1,2,3 (oppure R,S,T secondo un'altra convenzione): in caso di senso aciclico, quanto descritto va preso al contrario.

### Inserzione ciclica
Nell'inserzione ciclica l'uscita della bobina amperometrica è posta sulla stessa fase dell'ingresso, l'ingresso della bobina voltmetrica sull'ingresso oppure sull'uscita della bobina amperometrica, e l'uscita della bobina voltmetrica è sulla fase che segue secondo il senso ciclico.

### Inserzione in quadratura
Nell'inserzione in quadratura, l'ingresso della bobina amperometrica e la sua uscita sono sempre inserite come nei metodi precedenti, ma l'entrata della bobina voltmetrica è inserito sulla fase successiva in senso ciclico, mentre l'uscita della bobina voltmetrica sulla fase precedente.

### Inserzione Aron

Misura della potenza con l'uso di due wattmetri in inserzione Aron.

L'inserzione Aron prevede l'uso di due soli wattmetri e consente di misurare, oltre la potenza attiva, anche la potenza reattiva se il sistema è equilibrato. Si inserisce la loro bobina amperometrica su due fasi, l'ingresso della bobina voltmetrica sull'ingresso o sull'uscita di quella amperometrica, mentre sulla terza fase, dove non è inserita la bobina amperometrica di alcun wattmetro, si inseriscono le uscite delle bobine voltmetriche.
Con questo metodo occorre eseguire il seguente calcolo per ottenere la potenza attiva totale:
{\displaystyle P_{T}=W_{1}+W_{2}}
Per ottenere la potenza reattiva si deve invece procedere ad un calcolo con la seguente formula:
{\displaystyle Q_{T}={\sqrt {3}}\left(W_{1}\pm W_{2}\right)}
Dove W1 e W2 sono le misure ottenute dai due wattmetri.
Per la dimostrazione ed una trattazione più approfondita delle formule si rimanda alla pagina inserzione Aron.

### Inserzione Righi

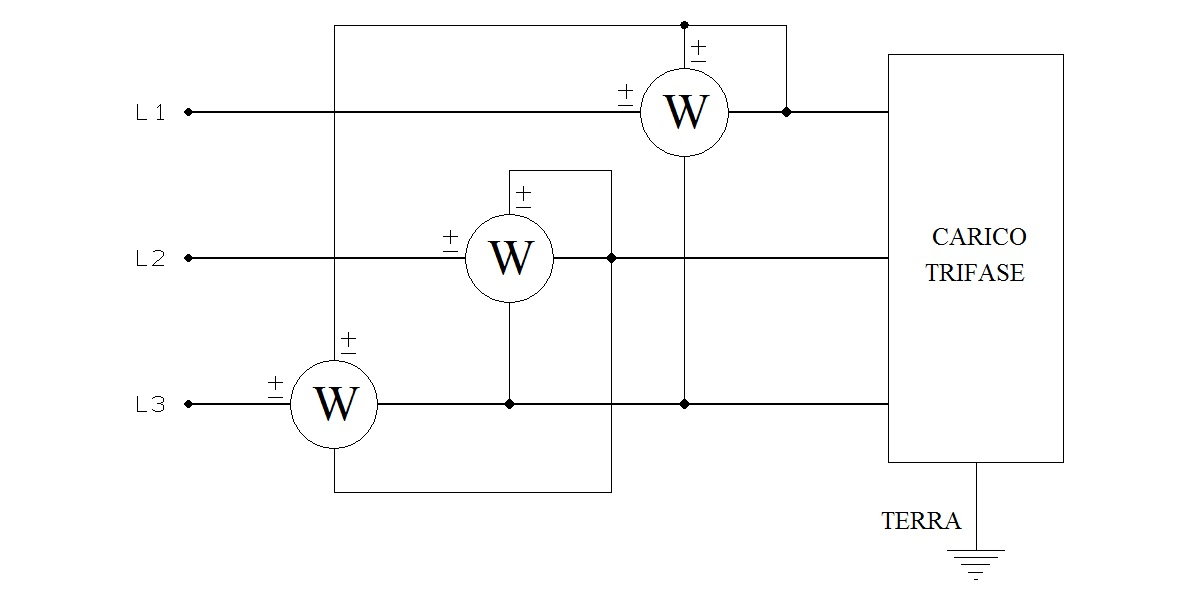
Inserzione Righi, tre wattmetri con bobine voltometriche a valle

Nell'inserzione dell'ing Aldo Righi si utilizzano tre wattmetri: due di questi sono inseriti con metodo Aron e il terzo in quadratura. Esso consente di misurare la potenza attiva e reattiva nei sistemi sia equilibrati che in quelli squilibrati, a differenza del metodo Aron che consente di misurare l'energia reattiva solo sui carichi equilibrati.
Per calcolare la potenza attiva si utilizza la stessa formula del metodo di Aron, ossia:
{\displaystyle P_{T}=W_{1}+W_{2}}
Per calcolare la potenza reattiva, si procede invece con la seguente formula:
{\displaystyle Q_{T}={\frac {1}{\sqrt {3}}}\left[W_{1}-W_{2}+2\left(W_{3}\right)\right]}
Si nota come il terzo wattmetro in quadratura serva solo ed esclusivamente per la misura della potenza reattiva.

### Inserzione Barbagelata
L'inserzione dell'ing Angelo Barbagelata (1875-1960) prevede l'uso di quattro wattmetri: due secondo l'inserzione Aron, uno seguendo l'inserzione ciclica e un altro quella aciclica. Questo metodo consente di misurare la potenza attiva e reattiva per qualsiasi tipo di carico, potenze totali e su ogni singola fase. Se il carico da misurare è costante nel tempo ed equilibrato o comunque approssimabile ad uno equilibrato, quindi quando le tre impedenze non differiscono di un valore elevato in modulo e in fase l'una rispetto all'altra, si può evitare l'uso di quattro wattmetri usandone solo due e commutando le tre fasi tramite un invertitore (o doppio deviatore).
Tendenzialmente quindi si preferisce usare l'inserzione Righi nelle misure da quadro, quando gli strumenti devono essere collegati in maniera stabile, mentre l’inserzione Barbagelata risulta particolarmente comoda con wattmetri portatili.

## Misure con wattmetri trifase
Un wattmetro trifase raggruppa tutti gli equipaggi di tre wattmetri monofase inseriti su ciascuna linea, ottenendo così una lettura diretta della potenza; tuttavia ha lo svantaggio di non poter ricavare, tramite opportuni calcoli come è descritto sopra, la potenza reattiva e, per conseguenza, il fattore di potenza. È utilizzato quindi come strumento da quadro per avere la misura della potenza in transito su una determinata linea; sono disponibili sia strumenti per linee con neutro e linee senza neutro.